# 始平公主 (穆平城之妻)
始平公主（?—?），中国南北朝北魏公主。
高祖孝文帝时，始平公主在宫中去世，追赠穆正国早死的儿子穆平城为驸马都尉，与公主冥婚合葬。穆平城的祖父穆寿拜是乐陵公主的驸马。穆平城的父亲穆正国是长乐公主的驸马。

## 传记资料
- 《魏书·卷二十七·列传第十五》
- 《册府元龟 卷三百 外戚部·总序》
- 《北史·卷二十·列传第八》